# Henri-François Van Aal
Henri-François (Enrique-Francisco) Van Aal, né le 4 janvier 1933 à Alicante en Espagne et mort le 19 août 2001 dans cette même ville, est un journaliste et un homme politique belge francophone, d'origine flamande et espagnole.

## Biographie
Il travaille à la RTB, la chaîne nationale de télévision belge, de 1958 à 1971, en débutant comme reporter sur le terrain. Il a ainsi couvert pour les Belges francophones des évènements d'ampleur internationale tels que la Question royale, la crise des missiles de Cuba, l'assassinat de John F. Kennedy, l'indépendance du Congo belge, le Walen buiten de l'Université catholique de Louvain et les évènements étudiants de mai 1968 en France[réf. souhaitée]. Dans la suite de sa carrière journalistique, il présentera le journal télévisé de la RTB, dont il finit par sortir afin de se lancer dans une carrière politique.
Lorsqu'il quitte la RTB, il se convertit dans la politique sous l'étiquette du PSC, aux côtés de Charles-Ferdinand Nothomb. Il sera élu député bruxellois en 1971, et ensuite secrétaire adjoint aux Affaires Étrangères, ministre de la Culture Française, du sport et secrétaire d'État au logement lors des élections législatives et provinciales de 1974.
Il retourne à la RTB après la fin de ses mandats politiques. En 1996, il retourne à l'Université d'Alicante en Espagne comme professeur.
Il meurt à Alicante le 19 août 2001, à l'âge de 68 ans.

## Parcours Politique
- 1971 - 1978 : Député bruxellois
- 1974 : Secrétaire adjoint aux Affaires Étrangères
- 1974 - 1977 : Ministre de la Culture Française, secrétaire d'État au Logement

## Distinctions
- Commandeur de l'ordre de Léopold

## Ouvrages
- Jouer dans la cour des grands,  Ed. Jean Picollec, 1993, 223 p.  (ISBN 2-8647-7130-6 et 978-2-8647-7130-2)
- Télé-mémoires - de Vleeschauwer - Gutt - Spaak, Ed. Crisp, 1971, Bruxelles, 196 p. + un disque 45 t